# Біловод (річка)
Біловід — річка в Україні й Росії, у Сумському й Суджанському районах Сумської й Курської областей. Права притока Снагості (басейн Дніпра).

## Опис
Довжина річки приблизно 11,2 км.

## Розташування
Бере початок на північному заході від Яблунівки [колишнє с. Марьин (Наталовка) (рос.)]. Тече переважно на північний схід через село Біловоди, Журавку і на південному заході від Миколаєво-Дар'їно впадає в річку Снагість, ліву притоку Сейму.